# Annie Perreaultová
Annie Perreaultová (* 28. července 1971, Windsor) je bývalá kanadská závodnice v short tracku.
Je držitelkou tří olympijských medailí, z toho jedna je individuální: zlato na trati 500 metrů na olympijských hrách v Naganu roku 1998. Krom toho má zlato ze štafety v Albertville roku 1992 a bronz ze štafety z Nagana. Z mistrovství světa má čtyři zlata ze štafet (1990, 1991, 1992, 1997).
Těsně před olympijskými hrami v Llliehammeru roku 1994 se vážně zranila, při pádu si způsobila otřes mozku a musela projít několika operacemi. Nemohla se tak norských her zúčastnit a soustředila se na vidinu her v Naganu. V prosinci 2000 se znovu těžce zranila poté, co na ni během soutěže v Japonsku spadla jiná bruslařka a řízla jí bruslí do stehna. Kvůli ráně, která si vyžádala 150 stehů, byla rychle převezena na pohotovost a vynechala téměř celý rok 2001. Vrátila se sice ještě na ovály, ale hry v Salt Lake City roku 2002 absolvovala již jen jako náhradnice kanadského týmu. Rok poté závodní kariéru ukončila.